# Republic (Misuri)
Republic es una ciudad ubicada en el condado de Greene en el estado estadounidense de Misuri. En el Censo de 2010 tenía una población de 14751 habitantes y una densidad poblacional de 428 personas por km².

## Geografía
Republic se encuentra ubicada en las coordenadas 37°6′20″N 93°28′41″O / 37.10556, -93.47806. Según la Oficina del Censo de los Estados Unidos, Republic tiene una superficie total de 34.46 km², de la cual 34.43 km² corresponden a tierra firme y (0.09%) 0.03 km² es agua.

## Demografía
Según el censo de 2010, había 14751 personas residiendo en Republic. La densidad de población era de 428 hab./km². De los 14751 habitantes, Republic estaba compuesto por el 95.61% blancos, el 0.66% eran afroamericanos, el 0.58% eran amerindios, el 0.55% eran asiáticos, el 0.01% eran isleños del Pacífico, el 0.62% eran de otras razas y el 1.98% pertenecían a dos o más razas. Del total de la población el 2.17% eran hispanos o latinos de cualquier raza.